# 1960 في إثيوبيا
فيما يلي قائمة بالأحداث التي حدثت خلال عام 1960 في  إثيوبيا.

## في السلطة
- الإمبراطور : هيلا سيلاسي الأول
- رئيس الوزراء : أديبي أريغاي (حتى 17 ديسمبر)، إمرو هيلا سيلاسي (17 ديسمبر - 20 ديسمبر)

## أحداث

### يوليو
- 10 يوليو - تأسيس جبهة تحرير إريتريا بهدف تحرير إريتريا من حكم إثيوبيا. [1]

### ديسمبر
- 13 ديسمبر - بينما كان الإمبراطور هيلا سيلاسي الأول يزور البرازيل، قام حارسه الشخصي الإمبراطوري بانقلاب، وأخذ العديد من موظفي الإمبراطورية كرهائن، بما في ذلك ولي العهد أسفا ووسن، الذي تم إعلانه ملكًا (بدلاً من إمبراطور). فشل الانقلاب في غضون أيام قليلة، وحكم هيلا سيلاسي إمبراطورًا حتى انقلاب آخر في عام 1975. [2]